# ARCNET
ARCNET (или ARCnet, от англ. Attached Resource Computer NETwork) — технология ЛВС, назначение которой аналогично назначению Ethernet и Token Ring. ARCNET являлась первой технологией для создания сетей компьютеров и стала очень популярной в 1980-х при автоматизации учрежденческой деятельности. Предназначена для организации ЛВС в сетевой топологии «звезда».
Основу коммуникационного оборудования составляет:
- коммутатор (switch)
- пассивный/активный концентратор

Преимущество имеет коммутаторное оборудование, так как позволяет формировать сетевые домены. Активные хабы применяются при большом удалении рабочей станции (они восстанавливают форму сигнала и усиливают его). Пассивные — при маленьком.
В сети применяется назначаемый принцип доступа рабочих станций, то есть право на передачу имеет станция, получившая от сервера так называемый программный маркер. То есть реализуется детерминированный сетевой трафик.
Преимущества подхода:
- Можно рассчитать точное время доставки пакета данных.
- Можно точно рассчитать пропускную способность сети.

Замечания: сообщения, передаваемые рабочими станциями, образуют очередь на сервере. Если время обслуживания очереди значительно (более, чем в 2 раза) превышает максимальное время доставки пакета между двумя самыми удалёнными станциями, то считается, что пропускная способность сети достигла максимального предела. В этом случае дальнейшее наращивание сети невозможно и требуется установка второго сервера.
Предельные технические характеристики:
- Минимальное расстояние между рабочими станциями, подключенными к одному кабелю — 0,9 м.
- Максимальная длина сети по самому длинному маршруту — 6 км.

Ограничения связаны с аппаратной задержкой передачи информации при большом количестве коммутирующих элементов.
- Максимальное расстояние между пассивным концентратором и рабочей станцией — 30 м.
- Максимальное расстояние между активным и пассивным хабом — 30 м.
- Между активным хабом и активным хабом — 600 м.

Достоинства:
- Низкая стоимость сетевого оборудования и возможность создания протяжённых сетей.

Недостатки:
- Невысокая скорость передачи данных.

После распространения Ethernet в качестве технологии для создания ЛВС, ARCNET нашла применение во встраиваемых системах.
Поддержкой технологии ARCNET (в частности, распространением спецификаций) занимается некоммерческая организация ARCNET Trade Association (ATA).

## История
Технология ARCNET была разработана Джоном Мёрфи — инженером из компании Datapoint в 1976 году и анонсирована в 1977 году.
Архитектура ArcNET представлена двумя основными топологиями: шинная и звездная. В качестве среды передачи используется коаксиальный кабель RG-62 с волновым сопротивлением 93 Ом, обжатый на BNC-вилки с соответствующим диаметром заделки (отличаются от вилок 10Base-2 («тонкий» Ethernet)).
Сетевое оборудование состоит из сетевых адаптеров и хабов. Сетевые адаптеры могут быть для шинной топологии, для звездной и универсальные. Хабы могут быть активными и пассивными. Пассивные хабы применяются для создания звездных участков сети. Активные хабы могут быть для шинной, звездной и смешанной топологии. Порты для шинной топологии физически не совместимы с портами для звездной топологии, хоть и имеют одинаковое физическое подключение.
В случае шинной топологии рабочие станции и серверы подключаются друг к другу с помощью T-коннекторов (таких же, как в 10Base2 («тонкий» Ethernet)), подключенных к сетевым адаптерам и хабам и соединенных коаксиальным кабелем. Крайние точки сегмента терминируются наконечниками с сопротивлением 93 Ом. Количество устройств на одной шине ограничено. Минимальное расстояние между коннекторами — 0,9 метра и должно быть кратно этой величине. Для облегчения разделки на кабель могут быть нанесены метки. Отдельные шины могут быть объединены с помощью шинных хабов.
При использовании звездной топологии применяются активные и пассивные хабы. Пассивный хаб представляет собой резистивный делитель-согласователь, позволяющий подключить четыре кабеля. Все кабели в этом случае подключаются по принципу «точка-точка», без образования шин. Между двумя активными устройствами не должно быть подключено больше двух пассивных хабов. Минимальная длина любого сетевого кабеля — 0,9 метра и должна быть кратна этой величине. Существует ограничение длины кабеля между активным и пассивным портами, между двумя пассивными, между двумя активными.
При смешанной топологии применяются активные хабы, поддерживающие оба типа подключения.
На сетевых адаптерах рабочих станций и серверов с помощью джамперов или DIP-переключателей выставляется уникальный сетевой адрес, разрешение использования микросхемы расширения BIOS, позволяющего осуществить удаленную загрузку рабочей станции (может быть бездисковой), тип подключения (шинная или звездная топология), подключение встроенного терминатора (последние два пункта — опционально). Ограничение на количество рабочих станций — 255 (по разрядности регистра сетевого адреса).
В случае, если два устройства имеют одинаковый сетевой адрес, оба теряют работоспособность, но на работу сети в целом эта коллизия не влияет.
При шинной топологии обрыв кабеля или терминатора приводит к неработоспособности сети для всех устройств, подключенных к сегменту, в который входит этот кабель (то есть от терминатора до терминатора).
При звёздной топологии обрыв любого кабеля приводит к отказу того сегмента, который отключается этим кабелем от файл-сервера.
Логическая архитектура ArcNET — кольцо с маркерным доступом. Поскольку такая архитектура в принципе не допускает коллизий, при относительно большом количестве хостов (на практике испытывалось 25—30 рабочих станций) производительность сети ArcNET оказывалась выше, чем 10Base-2, при вчетверо меньшей скорости в среде (2,5 против 10 Mбит/с).